# كاليسثينيس
كاليسثينيس الأولينثوسي (360 ق.م-328 ق.م تقريبًا) (باليونانية: Καλλισθένης)‏ هو مؤرخ يوناني قديم، وهو ابن هيرو ابن شقيقة أرسطو. التقى بالإسكندر الأكبر عندما كان أرسطو يعمل كمربي للإسكندر. وبتوصية من أرسطو، التحق كاليسثينيس بحملة الإسكندر الآسيوية كمؤرخ محترف. أثناء الحملة، وجّه كاليسثينيس بعض الانتقادات لسياسات الإسكندر، فإتهم بالخيانة وألقي في السجن، ومات تحت وطأة التعذيب أو المرض.